# Eusébio Esporte Clube
O Eusébio Esporte Clube é um clube brasileiro de futebol, da cidade de Eusébio, no estado do Ceará.

## Mascote

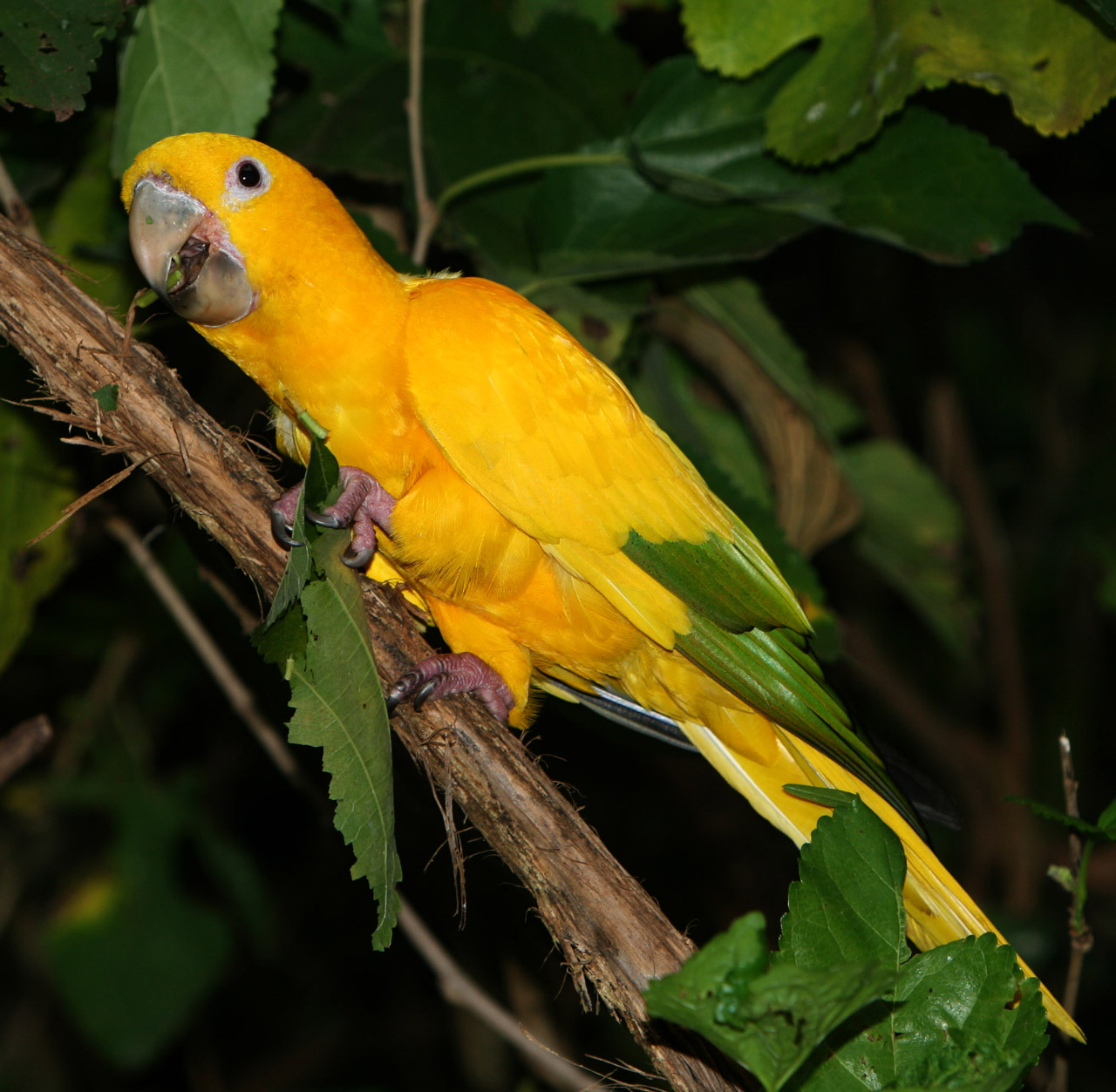
Ararajuba - Mascote do Eusébio Esporte Clube

O mascote do Eusébio Esporte Clube é a ave Ararajuba espécie natural da  cidade verde.

## Títulos

### Estaduais
- Campeonato Cearense - Série C: 2006

## Desempenho em Competições

### Campeonato Cearense - 2ª divisão
| Ano  | Posição                    |
| 2007 | 10º (Lanterna e Rebaixado) |

### Campeonato Cearense - 3ª divisão
| Ano  | Posição               |
| 2006 | (Campeão e Promovido) |
| 2008 | 7º                    |
| 2009 | 10º                   |
| 2010 | 10º                   |
| 2011 | 5º                    |
| 2012 | 4º                    |